# Фортин (Сеара)
Фортин (порт. Fortim)  —  муниципалитет в Бразилии, входит в штат Сеара. Составная часть мезорегиона Жагуариби. Входит в экономико-статистический  микрорегион Литорал-ди-Аракати. Население составляет 13 867 человек на 2006 год. Занимает площадь 280,184 км². Плотность населения — 49,5 чел./км².
Расположен на левом берегу реки Жагуариби.

## Статистика
- Валовой внутренний продукт на 2003 составляет 50.796.102,00 реалов (данные: Бразильский институт географии и статистики).
- Валовой внутренний продукт на душу населения на 2003 составляет 3.895,11 реалов (данные: Бразильский институт географии и статистики).
- Индекс развития человеческого потенциала на 2000 составляет 0,633 (данные: Программа развития ООН).